# Tomás Pérez Turrent
Tomás Pérez Turrent (San Andrés Tuxtla, Veracruz, 15 de gener de 1935 - Ciutat de Mèxic, 13 de desembre de 2006) va ser un guionista, actor, director, professor i crític de cinema de Mèxic. A més d'aquestes labors va ser un divulgador de la cinematografia mexicana en diferents disciplines.

## Biografia
Va estudiar filosofia a la Universitat Nacional Autònoma de Mèxic i va laborar en la Cinemateca Francesa de 1963 a 1967. De tornada a Mèxic va col·laborar en la creació de la revista El Nuevo Cine de 1961 a 1962. Va ser professor de les dues principals escoles cinematogràfiques de Mèxic, el Centro Universitario de Estudios Cinematográficos (CUEC) i del Centro de Capacitación Cinematográfica (CCC). Com a crític de cinema va col·laborar en els periòdics El Nacional, El Universal, Siempre!, El Día i Casa del Tiempo de la Universidad Autónoma Metropolitana; va escriure a les revistes Sucesos, Revista de la Universidad Nacional, Comunidad Conacyt, Vogue i el suplement La Cultura en México de Siempre! i va ser col·laborador en les revistes de cinema de França Positif d'Espanya, Nuestro Cine i de Mèxic Cine, Imágenes, Dicine i Pantalla. Així mateix va escriure la secció mexicana de la International Film Guide de 1973 a 1994 i va ser investigador en la Filmoteca de la UNAM. En la televisió va col·laborar a Tiempo de Cine de Canal 11, Cine corto, ideas largas de Televisa així com Fábrica de sueños i Esta semana en la cineteca d'Imevisión.

## Obra

### Llibres
- 1977 - Luis Alcoriza
- 1978 - El cine irritante de Rafael Corkidi
- 1980 - Historia del cine mundial desde los orígenes hasta nuestros días de Georges Saudul
- 1981 - El futuro nos visita (el cine en el año 2000)
- 1984 - Canoa
- 1985 - Fábrica de sueños
- 1986 - Luis Buñuel. Prohibido asomarse al interior
- 1991 - Buster Keaton
- 1993 - Le cinéma mexicain

### Filmografia (com a guionista)
- 1975 - Canoa
- 1976 - Mina, viento de libertad
- 1976 - Las poquianchis
- 1977 - Lecumberri
- 1977 - El complot mongol
- 1978 - Benjamín Argumedo
- 1979 - Jubileo
- 1981 - La cabeza de la hidra
- 1982 - Alsino y el cóndor
- 1983 - Vidas errantes
- 1987 - Ulama
- 1987 - La furia de un dios
- 1988 - El otro crimen
- 1989 - Sandino
- 1990 - Kino
- 1996 - Un pedazo de noche

## Premis
- Medalla Salvador Toscano al Mèrit Cinematogràfic, 1998.